# Động đất Afghanistan 2015
Động đất Hindu Kush là một trận động đất cường độ 7,5 mô men xảy ra ở Nam Á vào ngày 26 tháng 10 năm 2015, hồi 13:39 giờ Afghanistan, 14:09 giờ Pakistan (09:09 UTC), với tâm chấn 45 km về phía bắc của `Alaqahdari-ye Kiran wa Munjan, Afghanistan. Một dư chấn 4,8 mô men xảy ra 40 phút sau vụ động đất chính.
Theo báo cáo mới nhất, hơn 294 người đã thiệt mạng, chủ yếu ở Pakistan. Các rung chấn được cảm thấy ở Pakistan, Tajikistan và Kyrgyzstan. Trận động đất cũng được cảm thấy ở các thành phố của Ấn Độ New Delhi, Srinagar và trong các huyện Kashgar, Aksu, Hotan, và Kizilsu ở Tân Cương, Trung Quốc trong khi thiệt hại cũng đã được báo cáo trong thủ đô Kabul. Trận động đất, cường độ 7,5 mô men, xảy ra tại độ sâu 210 km.
Trận động đất lớn nhất trong khu vực cùng một cường độ tương tự (7,6 MW) là gần như chính xác mười năm trước trong tháng 10 năm 2005, kết quả là 87.351 người chết, 75.266 người bị thương, 2,8 triệu người phải di dời nơi ở, và 250.000 gia súc chết. Sự khác biệt đáng chú ý giữa trận động đất này và trận động đất năm 2005 là độ sâu của các hoạt động địa chấn. Trận động đất năm 2005 là chấn tiêu sâu 15 km trong khi trận động đất này có chấn tiêu sâu 212,5 km.